# XM174自動榴彈發射器
XM174是一款由美国航空噴氣軍械製造公司所研製和生產，並且在越南战争時期被美军服役的各種車輛和航空器用作車載、機載武器的自動榴弹发射器，發射40×46毫米低初速榴彈。

## 概述
XM174是一挺掛載式40毫米自動榴彈發射器。它在設計方面很大程度上是基於M1919A4中型機槍和M79肩射型榴弹发射器，但改為由一具大型彈箱供彈。
XM174採用後座作用操作原理，彈鏈供彈。該榴彈發射器是由槍管（發射管）、輸彈槽、自動機、機匣和手槍握把組成。機匣右側開有拋殼窗。機匣的前方有與腳架接合器連接用的對稱耳軸，機匣的下方有與腳架連接的耳孔。手槍握把置於機匣尾部，配有保險裝置和快慢機，手槍握把上方有緩衝機構以承受後座力。XM174還採用準星和立式標尺瞄準具，瞄準具安裝在槍管上方。
箱狀彈鼓安裝在機匣左側，能夠裝填12發40×46毫米低初速榴彈。彈箱以內設有驅動彈簧，12發彈依次在彈簧作用下進入機匣。而且在全自動射擊時的射速可達到在首發榴彈著地以前令12發榴彈都射到空中。該發射器還能夠半自動射擊（每發扣動扳機一次），只要將快慢機調節為半自動發射方式即可。
在越南战争之中，XM174被用作架設在三腳架以上的機組人員制式武器以及安裝在各種輕型車輛的車頂或一部份直升機上的武器。
在越南時期的美國空軍憲兵隊員也獲發配XM174自動榴彈發射器，通常於外圍防禦崗位和對付重型武器車輛時使用。

## 外部連結
- （英文）—20th Special Operations Squadron - Vietnam （页面存档备份，存于）
- （英文）—Military, Security and Civilian Guns—XM174 （页面存档备份，存于）
- （捷克文）—NAM 64-75 /zbrane/ XM174 （页面存档备份，存于）
- （简体中文）—D Boy Gun World（槍炮世界）—XM174自动榴弹发射器 （页面存档备份，存于）